# Bombo (instrument)
Pour les articles homonymes, voir Bombo.

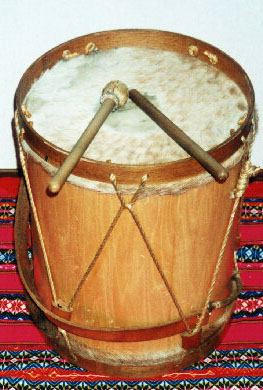
bombo legüero

Le bombo est un membranophone, un grand tambour, à l'origine extrait d'un tronc d'arbre évidé et muni de peaux de chèvre. Au contraire du wankara, il est plus haut que large. Hors Amérique Latine, le bombo peut désigner d'autres tambours (voir l'article espagnol) 
Le son lourd, profond et grave de cette percussion précolombienne peut porter à plusieurs kilomètres dans les montagnes ; c'est pourquoi en Argentine il est surnommé le bombo legüero ("on l'entend à des lieues à la ronde"). En Uruguay c'est une autre variante, le bombo criollo qui accompagne le gato. Le bombo colombiano est joué dans la musique de la côte Pacifique et est largement utilisé dans le genre traditionnel de la cumbia. Le bombo cubain est utilisé dans la conga de comparsa ( carnaval cubain).
Le bombo legüero est frappé par la mailloche et la baguette, sur la peau, mais aussi sur le bois (le cercle mais aussi parfois la paroi).
Les deux peaux de chèvres, ou parfois de guanacos, sont l'une quasi rasée, l'autre plus longue en poils (2 ou 3 cm) pour fournir des sons différents. Elles sont tendues et détendues à chaque utilisation par coulisse des anneaux de cuir sur les cordages, ce qui autorise une tension limitée de la peau par rapport aux variations climatiques. Il est fortement déconseillé de frapper la peau détendue.
Le bombo se porte en bandoulière sur le flanc, un bras passé dessus dans les formations traditionnelles debout, et de plus en plus entre les jambes ou sur stand pour les concerts où le joueur est assis.
Il est toujours utilisé dans les musiques traditionnelles andines et dans les folklores « criollo » et « gaucho » argentin, chilien, uruguayen qu'il partage avec la caja. Généralement, on utilise plutôt le bombo pour la chacarera et la caja pour la vidala et la baguala. C'est un instrument à part entière qui, outre le rythme, donne une véritable âme au morceau exécuté, ce qui explique sa présence importante y compris sur les scènes modernes.
C'est l'instrument fétiche de Mercedes Sosa mais aussi du batteur de Tryo sur certaines videos (deux présents sur l'intro du concert Basique/France TV du 15/02/2022) d'origine chilienne.
Il est à la base du malambo argentin (basé sur le zapateo : jeu et percussion des pieds) et fait l'objet de performances en groupes, avec ou sans guitare, avec ou sans boleadoras.